# Jordi Mañá Delgado
Jordi Mañá Delgado (Barcelona, 1939) és un dissenyador industrial i tècnic en ergonomia aplicada. Des del 1968 la seva carrera professional s'ha desenvolupat en les àrees del disseny industrial, l'ergonomia aplicada i la teoria del disseny. En el camp del disseny industrial ha treballat per al sector del mobiliari (oficina, cuina, seients, clínic-hospitalari, escolar i mobiliari juvenil), la transformació de plàstics, béns d'equipament, automoció (motocicletes), telecomunicació i multimèdia. Pel que fa a l'ergonomia ha realitzat i estudiat equipaments d'oficina, llocs de treball en línies de fabricació, equipaments escolars; equips clínic-hospitalaris, centres de discapacitats i gent gran.
En aquest camp l'any 2001 va ser guanyador de l'Arai Design Award per un treball sobre l'ergonomia en la conducció del motorista. És professor de projectes i ergonomia aplicada en diferents centres. Ha estat professor convidat en la Hochshule für Gestaltung, Offenbach (Alemanya), a l'Art Center Design School, Pasadena (Estats Units), a l'École Universitaire du Design, Toulouse (França), al Centro Ricerche: Istituto Europeo di Design, Milano (Itàlia) i a la Sarajevo University (Elósnia-Hercegovina). Ha publicat diversos llibres i nombrosos articles en revistes especialitzades. Els seus dissenys han rebut diversos premis i entre els seus productes cal destacar l'aerogenerador (1987) per a l'empresa Ecotècnia.